# Edifício Diederichsen
Comprimento lateral, visto a partir do cruzamento das ruas Álvares Cabral e General Osório
Edifício Diederichsen é um edifício situado no Centro da cidade de Ribeirão Preto, que se caracteriza por ser o primeiro edifício vertical da cidade e um dos dois primeiros do interior do estado de São Paulo, juntamente com o Edifício Santana em Campinas. Localizado na Rua Álvares Cabral, com laterais para as ruas General Osório (o calçadão, junto à Praça XV de Novembro) e São Sebastião, o edifício, construído em meados da década de 1930 por Antônio Diederichsen, é um expoente do estilo art déco.

## História

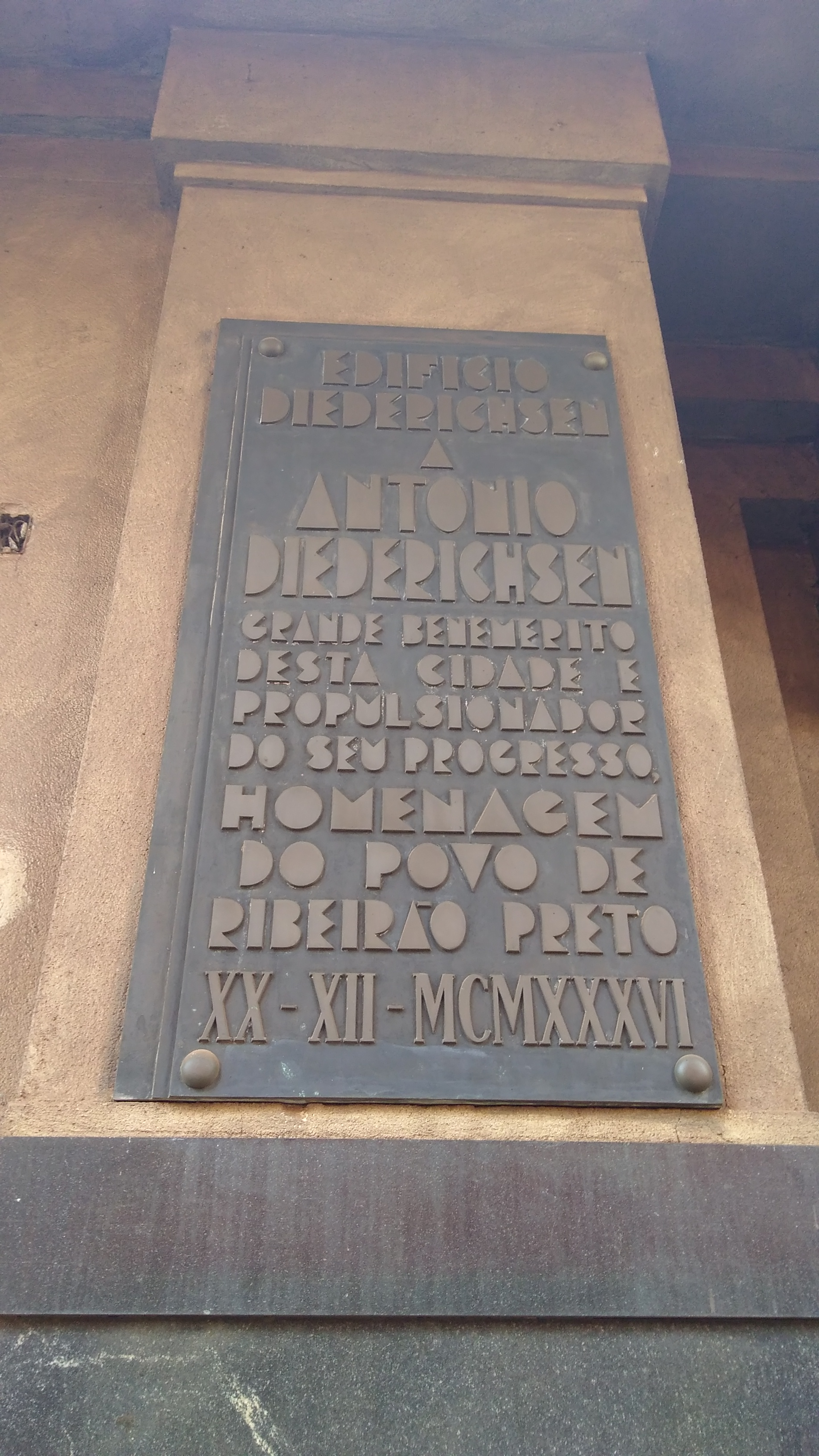
Placa junto da entrada - nela está escrito: Edifício Diederichsen
A Antônio Diederichsen
Grande benemérito desta cidade e propulsionador do seu progresso, homenagem do povo de Ribeirão Preto
20-12-1936.

Antônio Diederichsen (1875-1955) nascido em São Paulo, filho de imigrantes alemães, estudou agronomia na Alemanha e depois tornou-se banqueiro, construindo alguns edifícios em Ribeirão Preto, cidade onde veio a se estabelecer desde os tempos em que trabalhou para o coronel Francisco Schmidt, ex-sócio de seu tio, Arthur Diederichsen.
Durante décadas, o Edifício Diederichsen abrigou o Cine São Paulo, com capacidade para 1 200 pessoas, além da Cafeteria Única e de também ter sido a instalação original da Choperia Pinguim.

## Propriedade
A Santa Casa de Ribeirão Preto é a proprietária do imóvel e responsável pelos aluguéis das salas no edifício, pretendeu em 2017 retirar os inquilinos para fazer uma reforma, com vistas à transformação do edifício em centro cultural.

## Tombamento
Através do processo 37922/98, o Edifício Diederichsen foi tombado pelo Conselho de Defesa do Patrimônio Histórico do estado de São Paulo (CONDEPHAAT) através da resolução SC 33, de 8 de agosto de 2005 e inscrito no Livro do Tombo Histórico sob o número 366, página 100, em 27 de novembro de 2009. 

## Galeria

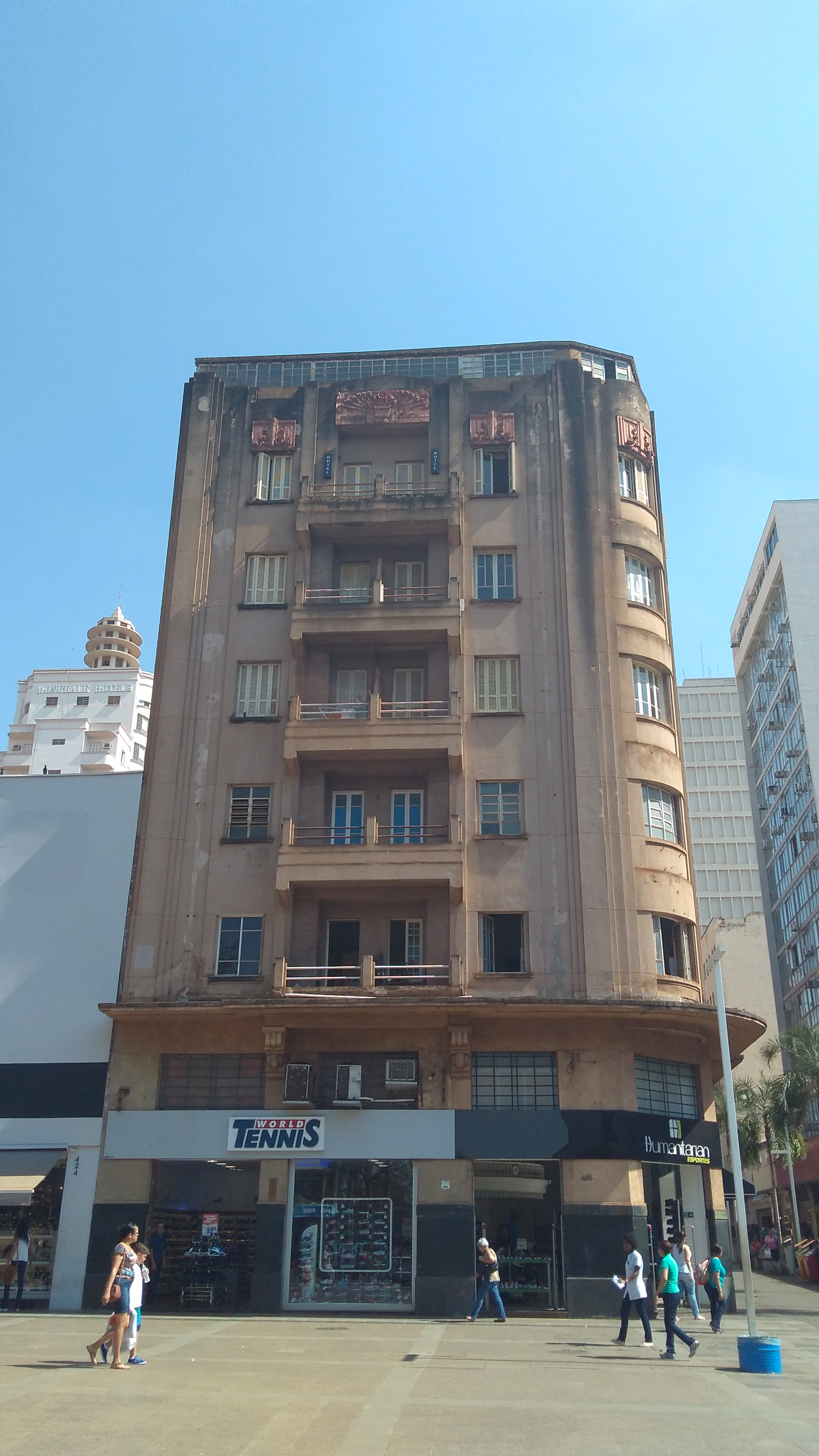
Vista lateral a partir da praça XV de Novembro
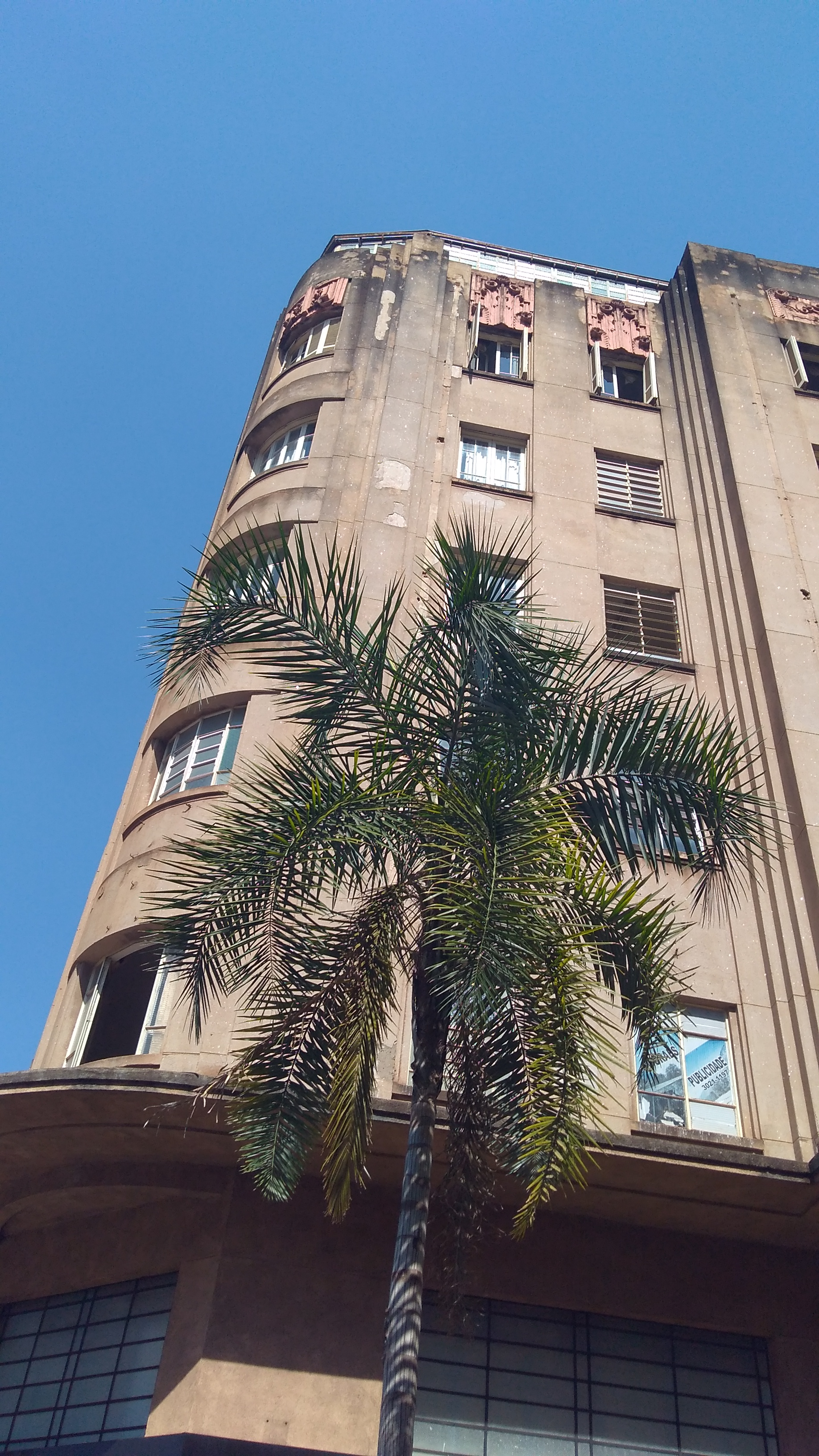
Edifício Diederichsen visto a partir da Rua São Sebastião
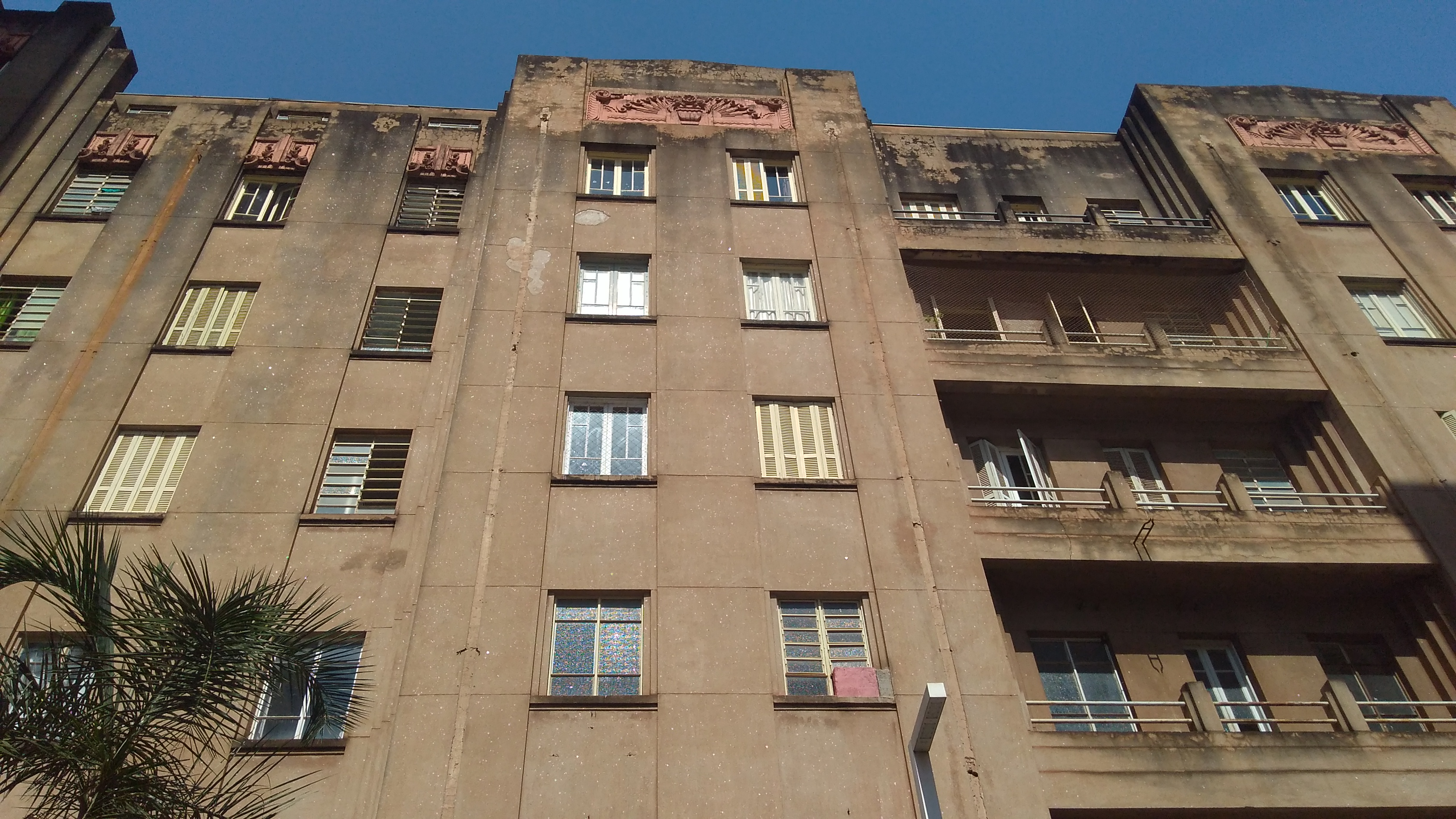
Ala do Edifício Diederichsen
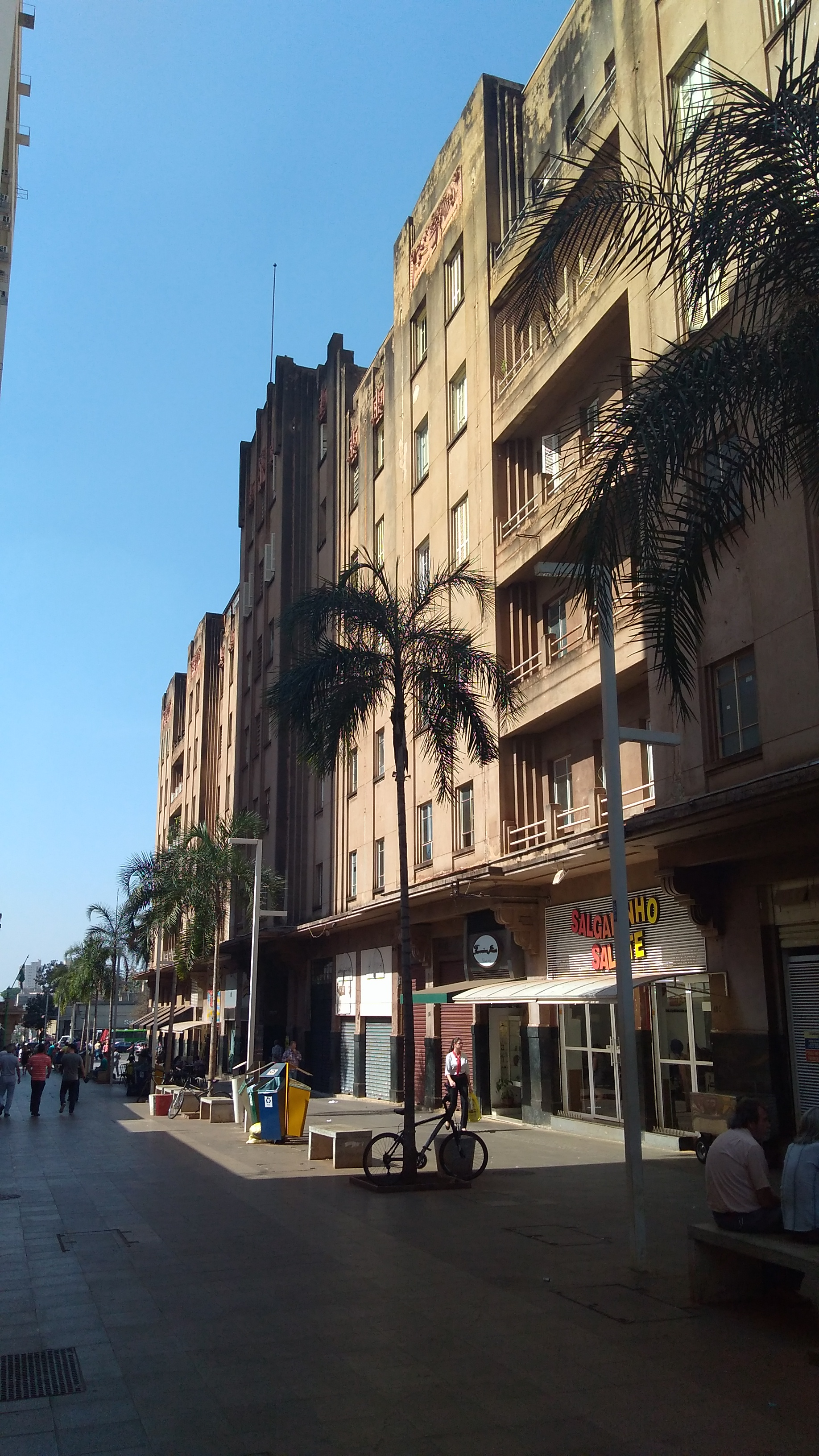
Visão a partir da Rua Álvares Cabral
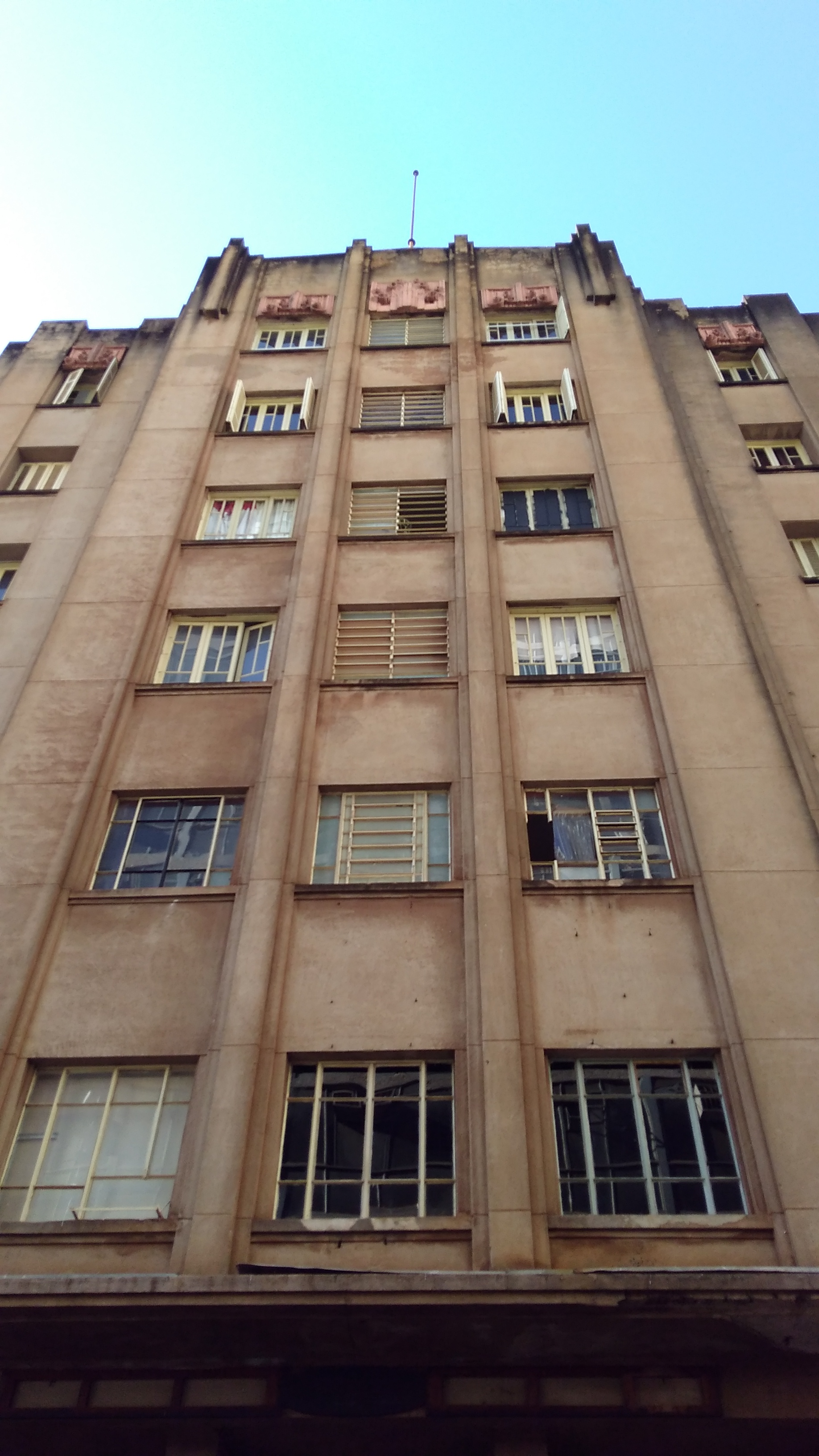
Frente do Edifício Diederichsen
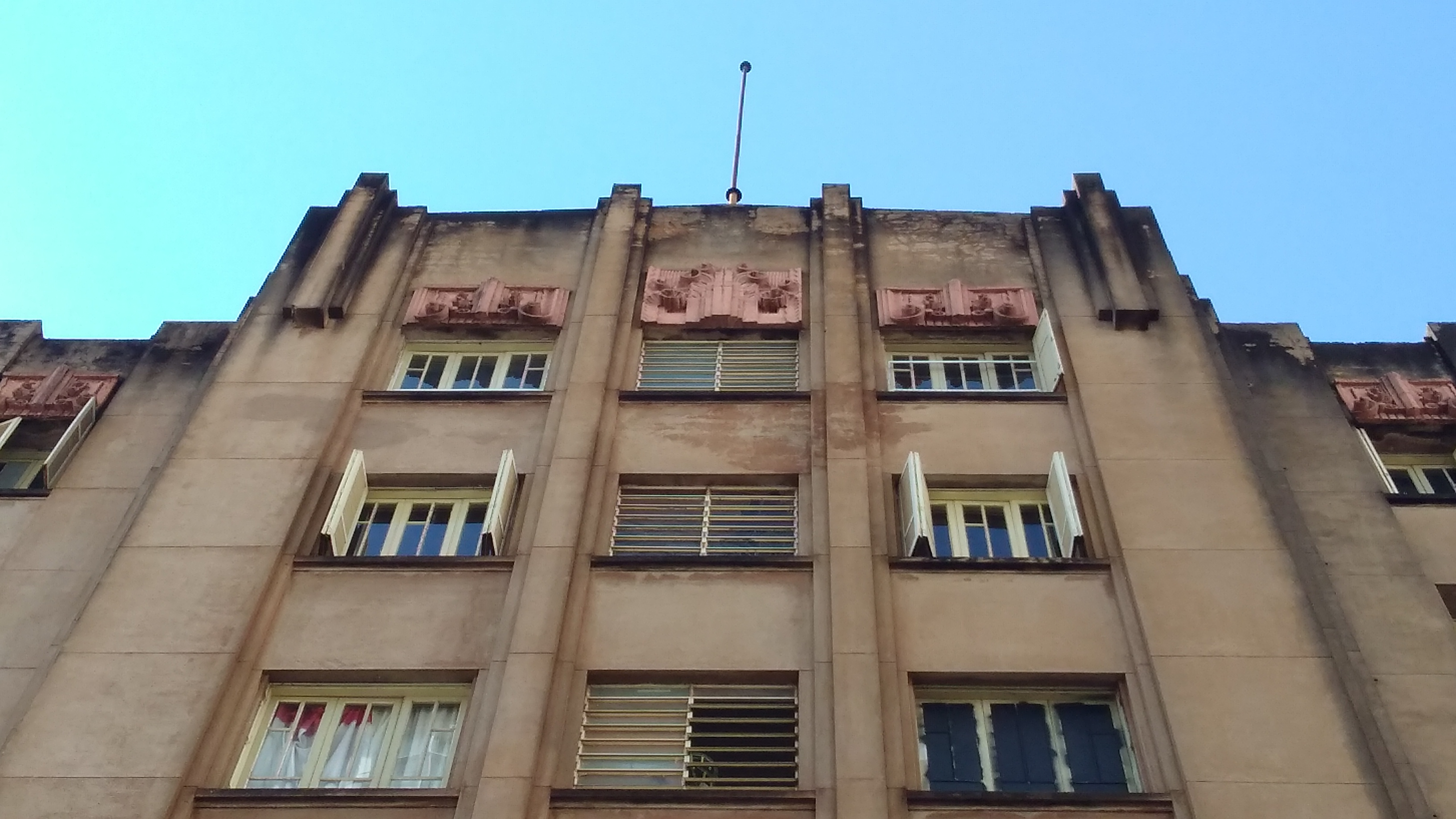
Detalhe do Edifício Diederichsen
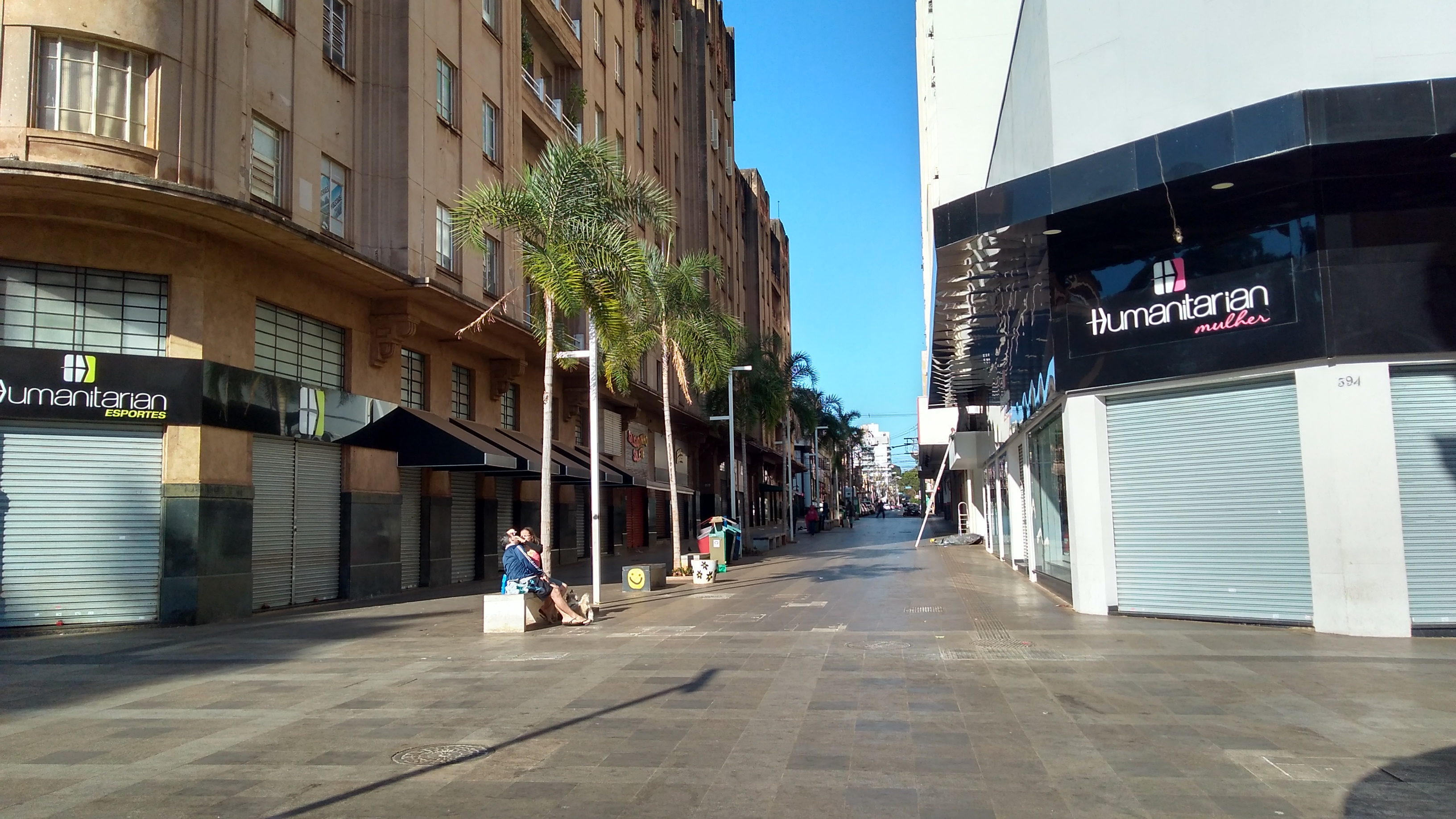
Visão da rua